# Jean-Baptiste Coffinhal (1746-1818)
Ne pas confondre avec  Jean-Baptiste Coffinhal (1762-1794).
Pour les articles homonymes, voir Coffinhal.
Jean-Baptiste Coffinhal est un homme politique français né le 1er avril 1746 à Raulhac (Cantal) et mort le 13 juin 1818 à Aurillac (Cantal).

## Biographie
Frère de Jean-Baptiste Coffinhal, il est avocat du roi au bailliage de Vic au moment de la Révolution. Officier municipal puis commissaire près le tribunal criminel et procureur général syndic du département, il devient procureur impérial à Aurillac puis député du Cantal de 1807 à 1812. Il est révoqué de ses fonctions de magistrat sous la Restauration.

## Sources
- « Jean-Baptiste Coffinhal (1746-1818) », dans Adolphe Robert et Gaston Cougny, Dictionnaire des parlementaires français, Edgar Bourloton, 1889-1891 [détail de l’édition]